# Victor de la Peña Pérez
Victor de la Peña Pérez OFM (ur. 14 września 1933 w Villaldemiro, zm. 1 lipca 2015) – hiszpański duchowny rzymskokatolicki działający w Peru, franciszkanin, wikariusz apostolski Requeny.

## Biografia
3 lipca 1959 otrzymał święcenia prezbiteriatu i został kapłanem Zakonu Braci Mniejszych.
17 grudnia 1982 papież Jan Paweł II mianował go biskupem pomocniczym wikariat apostolskiego Requeny oraz biskupem tytularnym Avitta Bibba. 3 lipca 1983 w katedrze św. Antoniego Padewskiego w Requenie przyjął sakrę biskupią z rąk nuncjusza apostolskiego w Peru abpa Mario Tagliaferriego. Współkonsekratorami byli wikariusz apostolski Requeny Odorico Leovigildo Sáiz Pérez OFM oraz wikariusz apostolski San José de Amazonas Lorenzo Rodolfo Guibord Lévesque OFM.
15 maja 1987 został mianowany wikariuszem apostolskim Requeny. Z urzędu zrezygnował 30 lipca 2005.